# Harold Frederic
Harold Frederic (19 août 1856 - 19 octobre 1898) est un journaliste et romancier américain.

## Biographie
Frederic naît à Utica dans l'État de New York de parents presbytériens. Après la mort de son père dans un accident de chemin de fer lorsqu'il a 18 mois, le garçon est élevé principalement par sa mère. Il termine ses études à l'âge de quinze ans et commence rapidement à travailler comme photographe. Pendant quatre ans, il retouche des photographies dans sa ville natale et à Boston. À partir de 1875, il est correcteur d'épreuves pour le journal The Utica Herald, puis The Utica Daily Observer. Frédéric devient par la suite journaliste. Il épouse Grace Green Williams en 1877 avec laquelle il a cinq enfants. En 1882, il est rédacteur en chef du journal The Albany Evening Journal dans la capitale de l'État.
En 1884, Frederic s'installe en Angleterre en tant que correspondant à Londres pour le New York Times et occupe ce poste jusqu'à la fin de ses jours. Il fait venir sa famille à Londres en 1889 mais rencontre ensuite Kate Lyon, qui devient sa maîtresse. Ils forment un deuxième ménage, vivant ouvertement ensemble et Frederic a bientôt trois enfants illégitimes.
Frédéric est victime d'un accident vasculaire cérébral en 1898. Après sa mort, sa maîtresse est jugée pour homicide involontaire dans un procès intenté par Grace, son épouse mais Kate Lyon est acquittée. Pendant son emprisonnement, Cora Crane, la compagne de l'écrivain Stephen Crane, s'était occupée des enfants.
Harold Frederic est inhumé au cimetière de Forest Hill d'Utica.

## Œuvres
- In the Valley (roman), 1890.
- The Copperhead (roman), 1893, adapté au cinéma en 2013 par Ronald F. Maxwell sous le titre Copperhead, avec Peter Fonda.
- Un jeune empereur : Guillaume II d'Allemagne, Perrin, 1894 ((en) The Young Emperor William II of Germany: A Study in Character Development on a Throne, 1891), trad. J. de Clesles
- The Damnation of Theron Ware (roman), 1896.